# Síndrome colinèrgica
La síndrome colinèrgica o crisi colinèrgica, és una síndrome tòxica que resulta de l'excessiva estimulació dels receptors d'acetilcolina, causada per inhibició de l'enzim colinesterasa i en conseqüència un excés d'acetilcolina en aquests receptors, el que produeix un bloqueig de l'impuls nerviós colinèrgic que pot provocar la mort per paralització de la respiració.
Es caracteritza per canvis en l'estat de consciència, debilitat muscular i excessiva activitat secretora. Es manifesta amb efectes sobre els receptors muscarínics i nicotínics que tenen múltiples repercussions orgàniques.
Els organofosforats produeixen els seus efectes tòxics a través de la inhibició de l'acetilcolinesterasa l'enzim responsable de la hidròlisi del neurotransmissor acetilcolina, produint àcid acètic i colina, productes químicament inerts.
La unió entre els organofosforats i l'acetilcolina és una unió irreversible espontàniament però pot ser reversible amb la utilització d'antídots específics.

## Acetilcolina
És el principal neurotransmissor del sistema nerviós autònom. Actua a través de dos receptors: 
- Els muscarínics: (contenen canals de sodi) en el sistema parasimpàtic i sobre les glàndules sudorípares en el sistema simpàtic.
- Els nicotínics: (receptor vinculat a proteïnes G) en el sistema simpàtic, parasimpàtic i en la zona de la unió neuromuscular.

### Biosíntesi i degradació
L'enzim citoplasmàtic colina acetiltransferasa, que es localitza presinàpticament en els extrems terminals dels axons, produeix acetilcolina a partir de colina (trimetilamonietanol) i acetil-CoA.
Un transportador d'acetilcolina de tipus antiport porta el transmissor sintetitzat de nou a canvi de protons cap a les vesícules sinàptiques; d'això s'encarrega una ATPasa que es troba a les membranes i importa els protons des del citoplasma cap a les vesícules.
Després de la seva alliberació, l'acetilcolina s'hidrolitza ràpidament en l'espai sinàptic, mitjançant l'enzim de membrana ancorat a GPI (glicosilfosfatidilinositol) acetilcolinesterasa, a acetat i colina. La colina es capta de nou i es reutilitza.

## Acetilcolinesterasa
Enzim que pertany a les hidrolases i que és una esterasa tipus B que hidrolitza l'acetilcolina i que també actua sobre altres èsters acètics. Té un mecanisme d'acció catalític de tipus “catalisi covalent”, amb la generació d'un intermediari covalent.
En el centre actiu de l'enzim es distingeixen dos dominis denominats: esteàric on té una SER (serina) i aniònic on té un GLU (glutamat) que li proporciona càrrega negativa, adequada per l'aproximació i orientació del substrat amb la seva càrrega positiva.

## Simptomatologia
Es diferencien símptomes provocats per efectes muscarínics, nicotínics i del SNC:
- Efectes muscarínics: miosi, sudoració, visió borrosa, llagrimeig, secrecions bronquials, broncoconstricció, vòmit, còlic abdominal, diarrea, sialorrea, bradicàrdia.

- Efectes nicotínics: taquicàrdia, hipertensió, vasoconstricció perifèrica, hiperexcitabilitat miocardíaca, midriasi, astènia, fasciculacions, debilitat muscular, augment de les catecolamines, hiperglicèmia, hiperkalèmia.

- Efectes SNC: cefalea, agitació, psicosi, confusió mental, convulsions, coma, depressió respiratòria.[2]

## Fisiopatologia
Els pesticides organofosforats enverinen insectes i mamífers per fosforilació de l'enzim acetilcolinesterasa a les terminacions nervioses.
El neurotransmissor acetilcolina és degradat contínuament per aquest enzim. L'excessiva estimulació dels receptors d'acetilcolina és deguda a la inhibició de la colinesterasa o per l'estimulació directa dels receptors de l'acetilcolina.
L'acetilcolina és el mediador químic responsable de la transmissió fisiològica de l'impuls nerviós de:
- les neurones pre-ganglionars i postganglionars en els sistemes parasimpàtics i simpàtic (receptors nicotínics).
- Les fibres post-ganglionars parasimpàtiques als òrgans efectors i de les fibres post ganglionars simpàtiques a les glàndules sudorípares (receptors muscarínics).
- Els nervis motors al múscul esquelètic.
- Algunes terminacions nervioses en el SNC.

L'acetilcolinesterasa hidrolitza ràpidament l'acetilcolina en àcid acètic i colina, el que comporta la repolarització de la membrana o de la placa basal (en les connexions neuromusculars) i les prepara per a l'arribada d'un nou impuls.
Per tant, la funció normal de l'acetilcolina depèn de la seva ràpida hidròlisi per l'acetilcolinesterasa que permet la unitat i brevetat dels impulsos propagats.
L'àcid acètic passa a la sang, mentre que la colina és recuperada per les neurones per la síntesi de noves molècules de neurotransmissors.
Si l'acetilcolinreaccionan està inhibida no pot hidrolitzar l'acetilcolina i en conseqüència no es podrà propagar l'impuls nerviós de manera normal.
Els organofosforats reaccionen amb la zona esteràsica de la colinesterasa formant una unió estable que, si no es trenca mitjançant el tractament, envelleix i es fa irreversible, quedant l'enzim inhabilitat per la seva funció normal. L'acetilcolina s'acumula llavors en la fenedura sinàptica.
Una petita acumulació dona lloc a una gran estimulació, mentre que un excés superior té l'efecte contrari.
Una concentració alta d'acetilcolina en les unions colinèrgiques nervioses amb el múscul llis i les cèl·lules glandulars poden causar contracció del múscul i secreció, respectivament.
En les unions musculoesquelètiques, l'excés d'acetilcolina pot ser excitador causant espasmes musculars.
Altes concentracions d'acetilcolina en el SNC causen alteracions sensorials i del comportament, incoordinació, depressió de la funció motora y depressió de la funció respiratòria.
L'augment de les secrecions pulmonars i la depressió respiratòria són les causes usuals de mort en l'enverinament per organofosforats.

### Síndrome intermèdia
Apareix en pacients amb inhibició prolongada de l'acetilcolinesterasa i pot estar associat a un tractament insuficient amb oximes. Es caracteritza per paràlisi respiratòria aguda, debilitat dels músculs flexors de la nuca, llengua i faringe i dels músculs proximals de les extremitats i del tòrax amb compromís de la funció respiratòria que requereix ventilació mecànica, absència o debilitat dels reflexos osteotendinosos i debilitat en el territori dels nervis cranials motors, principalment el sisè. En casos d'intoxicació per organofosforats acostuma a presentar-se unes 24–96 h després de la fase colinèrgica, sovint sense que el tractament farmacològic inicial tingui una influència essencial en el curs de la síndrome.

## Diagnòstic
Exploració d'antecedents d'exposició tòxica a:
- Pesticides organofosforats i carbamats.[6]
- Bolets dels gèneres Amanita, Clitocybe i Inocybe.[7]
- Fisostigmina
- Betanecol[8]
- Metacolina[9]
- Irinotecà[10]
- Carbacol[11]
- Pilocarpina
- Gas sarín

També és possible quantificar l'activitat plasmàtica i eritrocitaria de la colinesterasa, que es correlaciona també amb l'activitat de l'enzim en la zona del SNC.

### Determinació de l'activitat colinesteràsica
Es pot determinar com a biomarcador d'exposició o d'efecte, en la intoxicació per organofosforats, l'activitat de l'acetilcolinesterasa en eritròcits, l'activitat de la pseudocolinesterasa (butirilcolinesterasa) o de les colinesterases totals.
El més adequat és mesurar l'activitat de la colinesterasa eritrocitaria mitjançant el mètode electromètric de Michel, que mesura l'àcid produït per l'acció de l'acetilcolinesterasa sobre l'acetilcolina en termes de canvi de pH en una solució tampó estàndard en una hora. Els valors normals de colinesterasa en sang total, per aquest mètode són entre 91-64 opH/hora.
Alguns autors afirmen que els símptomes d'intoxicació apareixem quan l'activitat de l'enzim ha disminuït en més d'un 50%.
S'ha de tenir en compte que hi ha diverses patologies que poden disminuir els nivells d'acetilcolinesterasa com la desnutrició, malalties hepàtiques (del fetge), neoplàsies, infeccions i estats fisiològics com: el període menstrual i l'embaràs.

## Tractament
L'atropina reverteix els efectes muscarínics al bloquejar els receptors, però no té efecte en el sistema muscular.
Les oximes reverteixen els efectes muscarínics i nicotínics per reactivació de la colinesterasa.
S'haurà de descontaminar apropiadament al pacient segons la via d'entrada de l'agent tòxic, retirar la roba contaminada, rentats corporals i capil·lars freqüents.
S'ha de realitzar descontaminació dèrmica, ocular y gastrointestinal.
La persona que te cura del pacient intoxicat ha de prendre mesures de precaució per evitar passar a ser una altra víctima d'intoxicació, ja que pot haver absorció cutània al contacte amb la pell del pacient, la seva roba, vòmits o diarrees.
S'ha d'administrar oxigen al pacient abans d'administrar atropina per minimitzar el risc de fibril·lació ventricular.
L'atropina és una amina terciària, un agent parasimpaticolitic, és l'antídot específic dels efectes muscarínics, per competició -a nivell de receptors- amb l'acetilcolina. S'administra via endovenosa, però si encara no disposem d'accés venós es pot administrar via intramuscular o subcutània.
En casos severs de síndrome colinèrgic degut a plaguicides o agents nerviosos de guerra química (gas sarín, gas VX), s'hauran d'administrar reactivadors de l'acetilcolinesterasa (oximes). Es pot utilitzar pralidoxima o obidoxima per via endovenosa. Cal mesurar la pressió sanguínia durant l'administració d'aquests fàrmacs, ja que poden provocar una crisi hipertensiva; també s'ha de vigilar la possible aparició d'efectes adversos com: nàusees, cefalea, hiperventilació, taquicàrdia, laringoespasme o rigidesa muscular.
La teràpia precoç amb oximes durant les primeres 24 h de la intoxicació disminueix la incidència de patir la síndrome intermèdia i facilita una recuperació més ràpida dels efectes en el SNC.